# Cerro Grande (Guarayos)
Cerro Grande ist eine Ortschaft im Departamento Santa Cruz im Tiefland des südamerikanischen Anden-Staates Bolivien.

## Lage im Nahraum
Cerro Grande ist eine Ortschaft im Kanton Santa María im Municipio Ascención de Guarayos in der Provinz Guarayos. Cerro Grande liegt auf einer Höhe von 193 m am rechten Ufer des Río San Pablo, einem Grenzfluss zwischen dem Departamento Beni und dem Departamento Santa Cruz, der weiter zur Ortschaft Puente San Pablo fließt und 712 Kilometer flussabwärts in den Río Iténez mündet.

## Geographie
Cerro Grande liegt in der Moxos-Ebene (spanisch: Llanos de Moxos), einer mehr als 100.000 km² großen Überschwemmungssavanne im nördlichen Tiefland von Bolivien. Das Klima der Region ist ein semi-humides Klima der warmen Tropen.
Die mittlere Durchschnittstemperatur der Region liegt bei etwa 25 °C (siehe Klimadiagramm Urubichá) und schwankt nur unwesentlich zwischen 22 °C im Juni und Juli und 27 °C von Oktober bis Februar. Der Jahresniederschlag beträgt etwa 1150 mm, bei einer schwach ausgeprägten Trockenzeit von Juni bis September mit Monatsniederschlägen unter 45 mm und einer deutlichen Feuchtezeit von November bis März mit Monatsniederschlägen zwischen 140 und 200 mm.

## Verkehrsnetz
Cerro Grande liegt in einer Entfernung von 346 Straßenkilometern nördlich von Santa Cruz, der Hauptstadt des Departamentos.
Von Santa Cruz aus führt die asphaltierte Nationalstraße Ruta 9 zusammen mit der Ruta 4 zuerst in östlicher Richtung über Cotoca nach Puerto Pailas, überquert den Río Grande und trennt sich vierzehn Kilometer später in Pailón. Von hier aus führt die Ruta 9 weiter nach Norden über Ascención de Guarayos, San Pablo und Santa María de Guarayos nach Cerro Grande und erreicht nach insgesamt 1175 Kilometern Guayaramerín an der Grenze zu Brasilien.

## Bevölkerung
Die Einwohnerzahl der Ortschaft ist im vergangenen Jahrzehnt zurückgegangen:
| Jahr | Einwohner         | Quelle       |
| ---- | ----------------- | ------------ |
| 1992 | keine Detaildaten | Volkszählung |
| 2001 | 413               | Volkszählung |
| 2012 | 327               | Volkszählung |
| 2024 |                   | Volkszählung |

Wichtigste Sprache im Municipio Ascención ist Spanisch, jedoch werden neben Quechua, Guaraní und Aymara von 27,5 Prozent der Bevölkerung andere indigene Sprachen gesprochen. (2001)